# Leptocerina niveicornis
Leptocerina niveicornis är en nattsländeart som först beskrevs av Georg Ulmer 1906.  Leptocerina niveicornis ingår i släktet Leptocerina och familjen långhornssländor. Inga underarter finns listade i Catalogue of Life.